# Martelletto
Il martelletto, detto anche leva portacaratteri, è un elemento di scrittura della macchina per scrivere, ossia un dispositivo che permette di ottenere la scrittura su un foglio di carta.

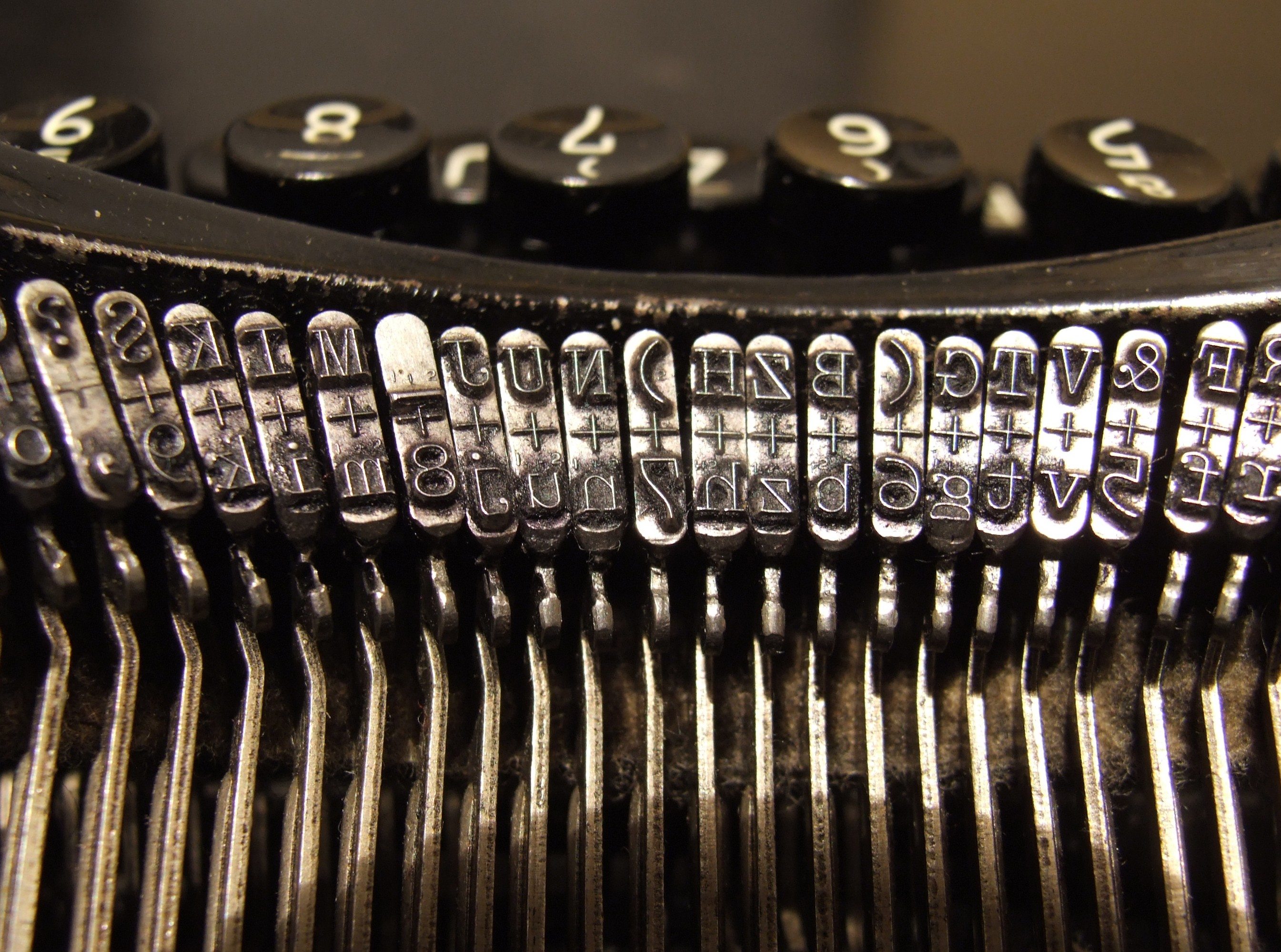
Martelletti di una macchina per scrivere meccanica

È costituito da una leva (collegata al tasto di scrittura tramite il cinematico) che, nella parte finale, ha saldata la piastrina portacaratteri. Ad ogni tasto corrisponde un martelletto e l'insieme dei martelletti, racchiusi a semicerchio, prendono il nome di "cesta dei martelletti" o "cesta delle leve".
Mediante la pressione della piastrina portacaratteri sul nastro inchiostrato, dietro al quale è posizionato il foglio, si ottiene l'impressione del segno di scrittura.
È presente nelle macchine per scrivere meccaniche a più elementi di scrittura.
Le piastrine portacaratteri vanno pulite periodicamente tramite un pennello a setole dure in quanto, a seguito della pressione sul nastro inchiostrato, tendono a sporcarsi causando così la perdita di nitidezza del carattere in fase di battitura.
L'origine del termine deriva dal pianoforte, lo strumento musicale nel quale è l'elemento che percuote le corde. 

La tastiera del pianoforte, invece, ispirò Giuseppe Ravizza per il primo prototipo di macchina per scrivere, che chiamò infatti "cembalo scrivano".